# レンタサイクル

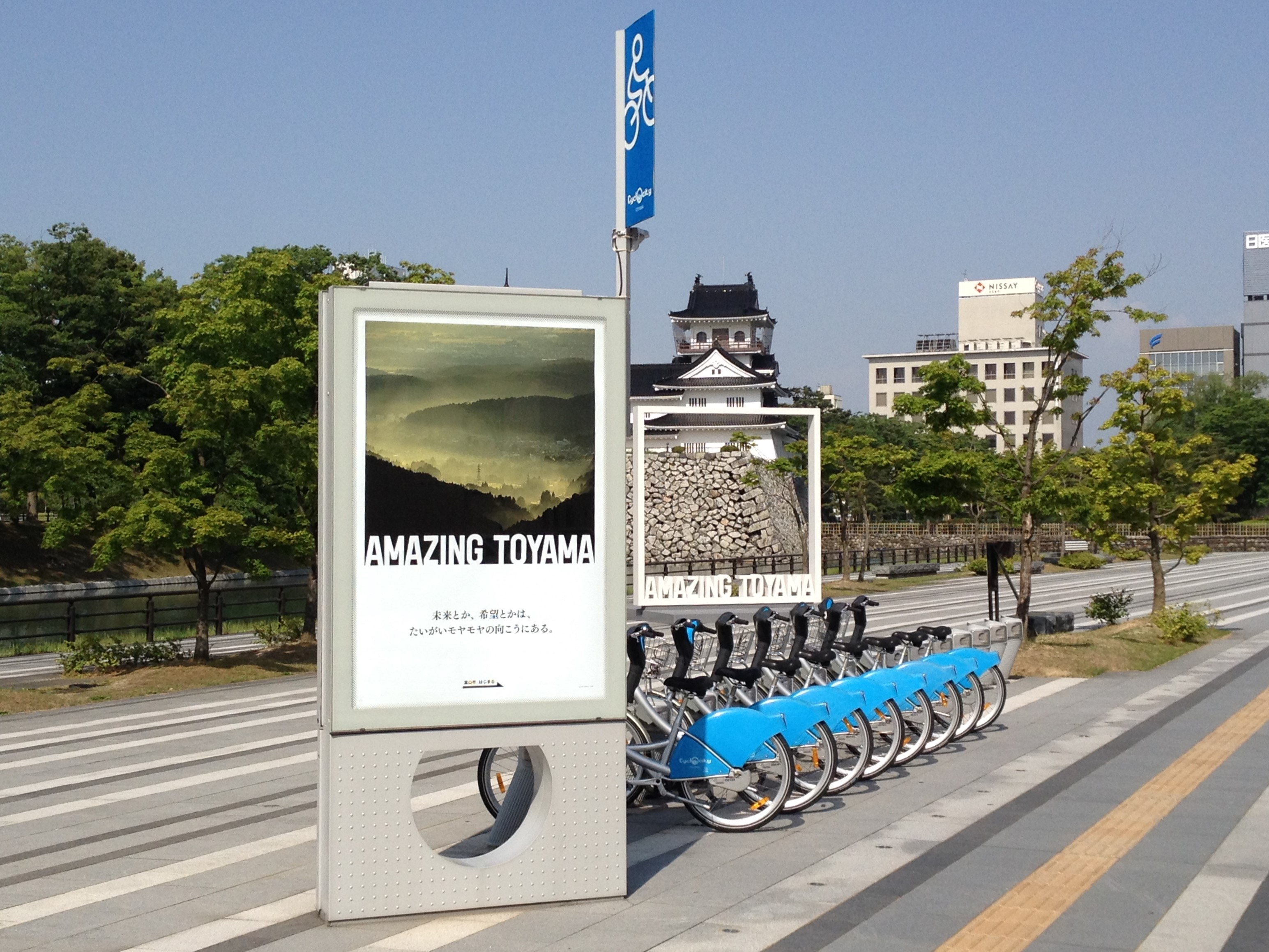
シクロシティ富山「アヴィレ」富山市丸の内ステーション

レンタサイクル（和製英語：rent-a-cycle、英語: rental cycle）とは、自転車を有料で貸し出す事業のうち、数か月にわたるなど長期の賃貸借（リース）ではなく、数時間くらいの短期の賃貸借（レンタル）を指す。また、貸し出された自転車自体を指すこともある。
数分くらいのごく短時間の賃貸借で自転車を共有するシステムの場合は、一般的に、自転車シェアリング、バイクシェアリング、シェア自転車（en:Bicycle-sharing system）などと呼ばれる。

## 概要
ラストワンマイルの補完、環境の保護や、都市での渋滞や騒音、大気汚染の緩和を目指すために、市民の交通機関の選択肢として、都心部において安価または無料で自転車を提供するコミュニティ自転車プログラムを実施する動きが各国で見られる。
自治体などが主体になり、自治体の各所にステーション（自転車貸出返却所）を設けて行う「コミュニティサイクル」と呼ばれるシステムもある。このシステムでは、多くの場合、自転車をどのステーションにも乗り捨てで返却することができる。盗難や転売を防止するため、明るい色で塗装したり、単一の設計のものを使用するなどの工夫がされている。
具体の事例としては、パリ（ヴェリブ）、ロンドン、バルセロナ、ストックホルムなど官民の協働（市と広告会社の連携）によるもの、ドイツの数都市でのコール・ア・バイクなど鉄道会社との協力によるものなどがある。
また、観光地での不特定多数の利用を目的にしたものに加えて、「都市型レンタサイクル」「自転車シェアリング」「サイクルシェアリング」「シェアサイクル」「シティサイクル」などと称される利用形態がある。
スマホの普及に伴い、2010年代後半よりスマホを利用した「自転車シェアリング」と呼ばれる新しいシステムが普及している。スマホの専用アプリに電子マネーをチャージしておけば、自転車に貼られたQRコードをアプリで読み込むだけで解錠されて利用でき、町中にどこにでもある駐輪エリアで乗り捨てできて便利である。自転車をごく短時間で多人数で共有するためマナーの悪い利用者もいるが、利用状況が自転車に搭載されたGPSでチェックされているほか、信用情報もスマホのアプリに紐付けされており、交通違反や自転車の破壊などのマナーの悪い行為をすると警告が行われ、最終的にはブラックリストに載り、他社のシェア自転車の利用はおろか全ての信用サービスの利用が禁止される、という形で、マナーの悪い利用者が出ないようなシステムにしている。
公共交通機関の新たな形と捉え直して、都市部に導入されたものは、利用者登録を前提とした特定多数の賃貸借によって運用され、交通渋滞や放置自転車といった都市問題の緩和がなされるようデザインされているところに特徴がある。また、タワーマンションなどの大規模集合住宅に導入されたものは、特定多数の賃貸借あるいは共有によって運用され、狭小な駐輪場の解決策およびマンション経営者の新たな収入となっている。

## 各国のレンタサイクル

### 日本国内
地方公共団体（市区町村）およびその外郭団体、観光地の観光関連業者（土産物屋、観光協会）などが運営し、鉄道駅、道の駅、案内所、運営者の店舗などで営業する。都市においては自転車預かり所、自転車店、一部のレンタカー営業所などが多いが、専業のレンタサイクル業者や特定非営利活動法人の参画も見られるようになった。
一部の鉄道会社では、鉄道沿線で展開を図っている例がある（JR西日本「駅リンくん」、阪急レンタサイクル、近鉄ステーションサイクル、JR九州楽チャリなど）。複数の営業所を開設している事業者や、しまなみ海道サイクリングロード沿道のレンタサイクルターミナルでは、貸出しを受けた箇所とは別の場所で返却することのできる、いわゆる「乗り捨て制度」を設けているところもある。

#### 歴史
1973年（昭和48年）のオイルショックによってエネルギー資源を海外に依存する日本では省エネが推進されたが、1975年（昭和50年）には滋賀県八日市市において日本初の無料貸し自転車が実施され、同年、運輸経済研究センターの報告書に省エネ対策の一環として「レンタサイクル」という言葉が登場した。
第二次オイルショック後の1980年（昭和55年）、建設省の委託事業として日本初のレンタサイクルが平塚駅（神奈川県平塚市）で供用開始され、他の首都圏各地でも導入が相次いだ。利用形態として、自宅と駅の間の利用を「順利用」、駅と自宅以外（職場・学校・役場・商店街）との間の利用を「逆利用」と言うが、駅前に無料駐輪場がある都市では私有自転車に圧されて「順利用」「逆利用」が共に伸びずに運用失敗。
しかし、駅前の駐輪場を有料にした埼玉県上尾市において、日本で初めて運用に成功し、通勤・通学において朝は「順利用」「逆利用」、夕は「逆利用」「順利用」と2名が計4回利用することで収益確保された。その一方、1989年（平成元年）には大泉学園駅（東京都練馬区）で500台と、大量に導入することで順利用100%ながら運用に成功。
その後、自転車貸出場所を1ヶ所に限定した方法から、複数の貸出場所を設けて貸出場所間での乗り捨て可能な方法が社会実験として行われ、「シティサイクルシステム」（宮城県仙台市）あるいは「コミュニティサイクルシステム」（東京都練馬区）と呼ばれた。
2000年度（平成12年度）までに、建設省が全国19都市を「自転車利用環境整備モデル都市」に指定し、その他の自治体でも旧来の都市型レンタサイクルやシティサイクルシステムの導入が行われている。

### イギリス
2010年にロンドンでは自転車6000台を導入してロンドン・サイクル・キャンペーンと題したレンタサイクル事業が始まり、大英博物館やバッキンガム宮殿など市内400か所の駐輪施設から自転車を借りて別の駐輪施設で乗り捨てることができるシステムが導入された。

### アメリカ
ライト兄弟は1890年代にはまだ目新しかった自転車を販売する店を経営していた。また自転車を体験してもらうため貸し出しも行っていた。このビジネスが成功したことで飛行機の開発資金を調達することが可能となった。
2012年夏から本格的に導入が始まったニューヨークでは自転車1万台を導入したレンタサイクル事業が始まり、マンハッタンからブルックリンまでの600か所のステーションが設置されている。

### 中国

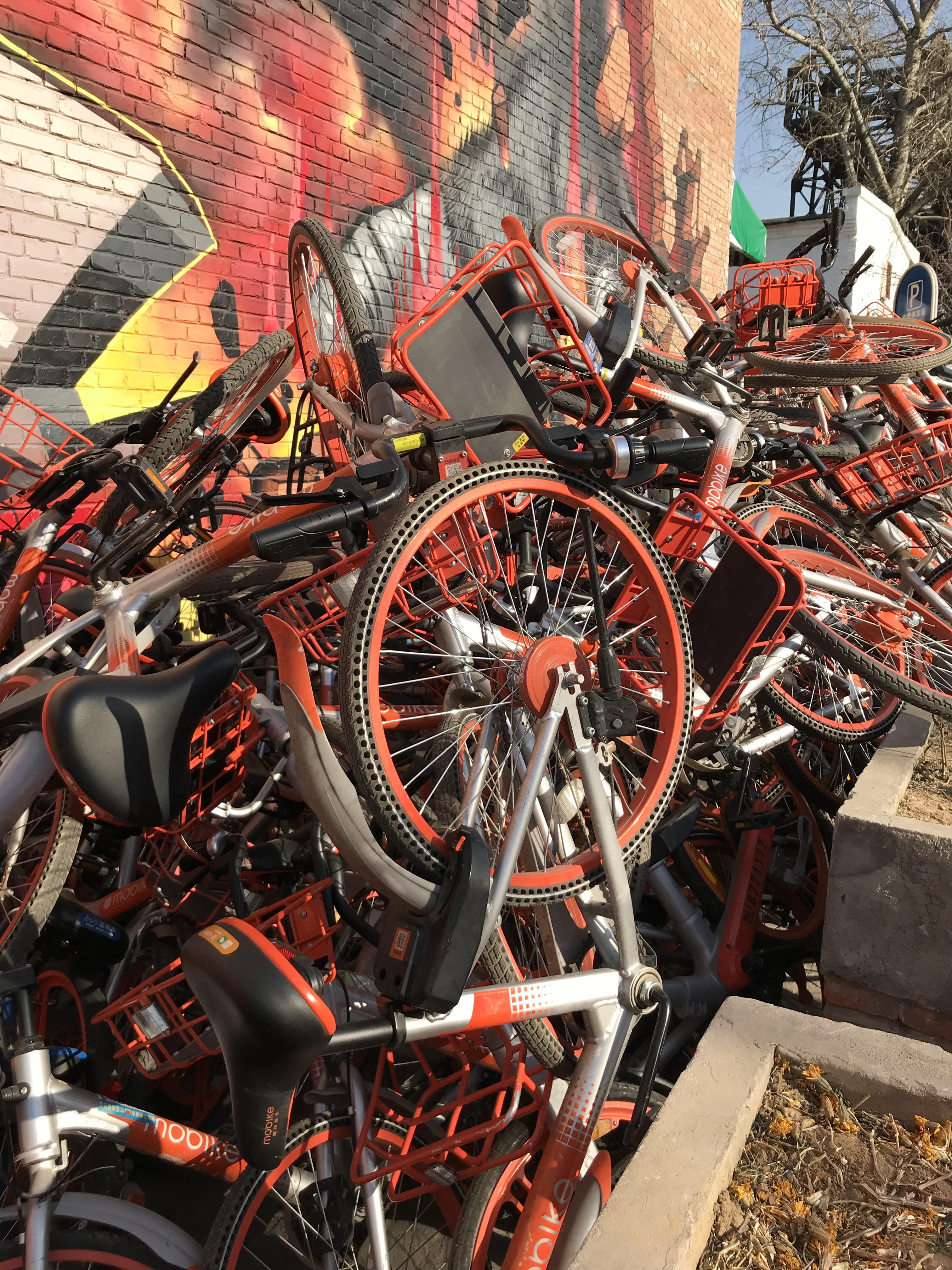
北京市内の歩道に乗り捨てられたMobikeの自転車

2016年後半より自転車シェアリングがブームとなり、2016年後半から2017年前半にかけて様々な企業の様々な色のシェア自転車が都市部に大量に出現し、都市の景観は一変した。2017年中ごろには競争の激化による淘汰の結果、ofoやMobikeなどが生き残り、2017年後半より日本にも進出している。どこでも乗り降り自由なのが売りのひとつだったが、大量の放置自転車が社会問題になったため、2017年3月に中国政府により駐輪場所の規制がかけられ、指定された駐輪場所以外に乗り捨てできなくなった。
大気汚染問題を防ぐため、政府も後押ししており、北京市などでは自転車専用レーンの整備などが進められている。

## 主なレンタサイクル事業

### 日本（事業）

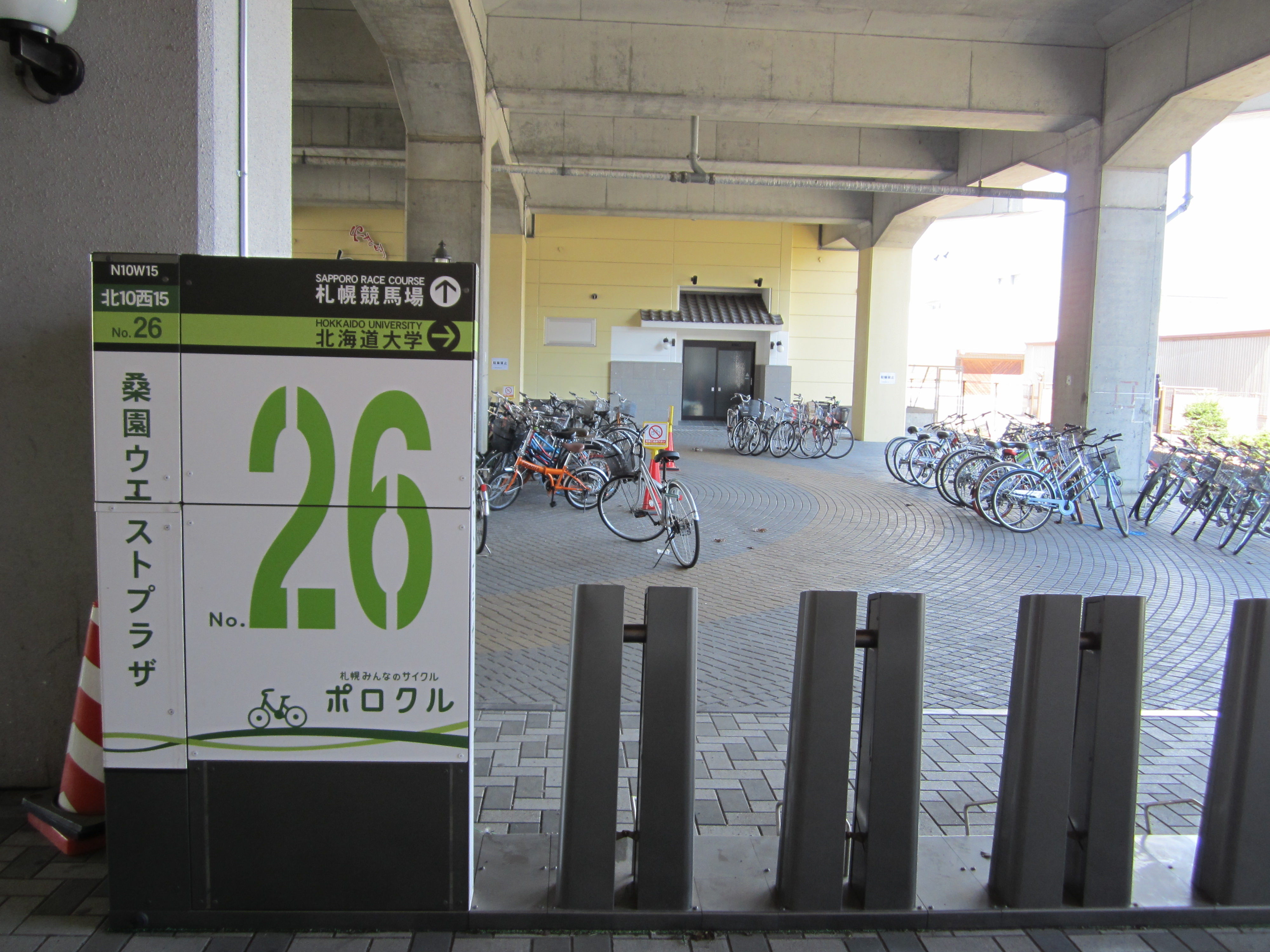
ポロクル（北海道札幌市）

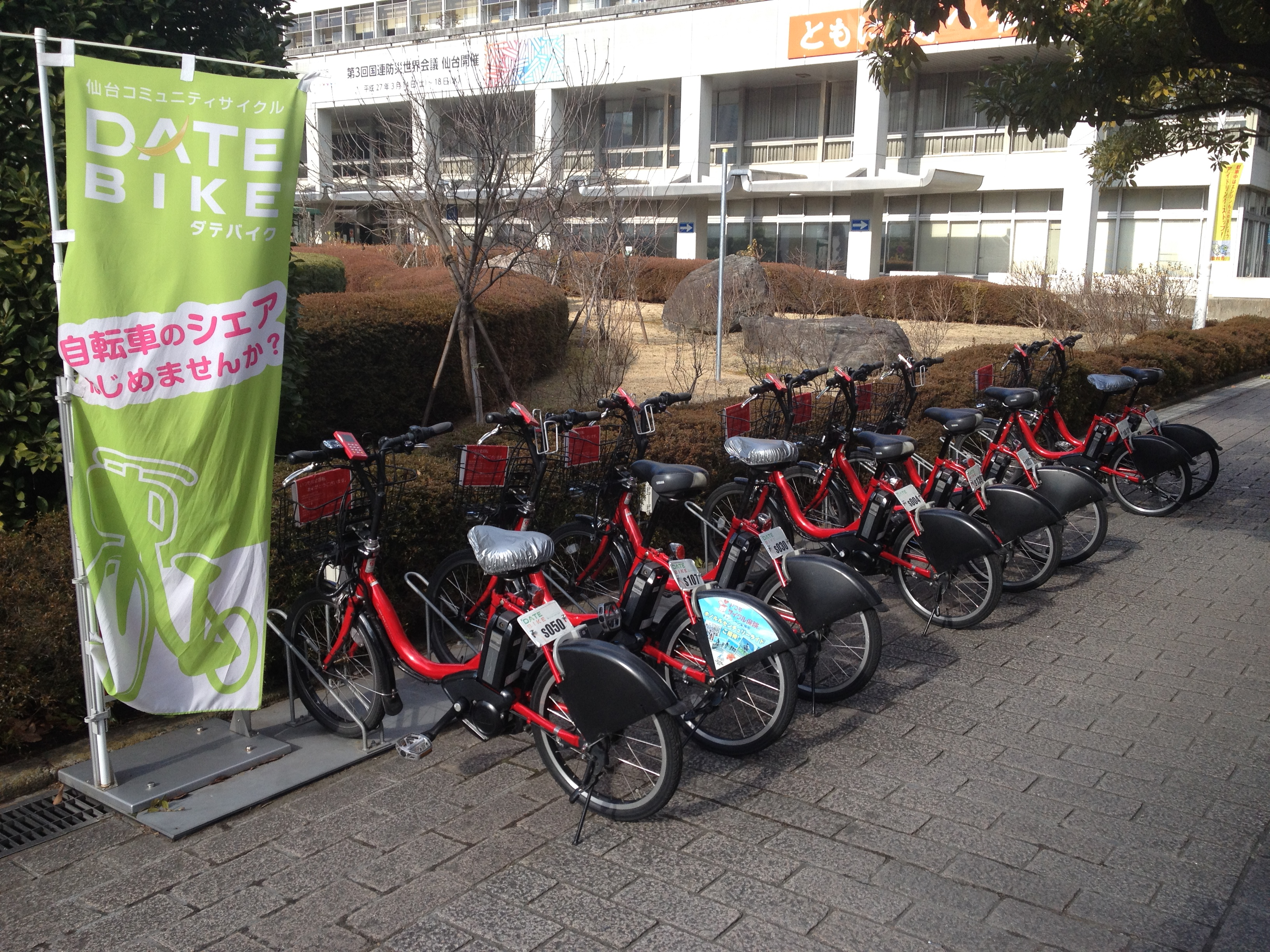
DATE BIKE（宮城県仙台市）

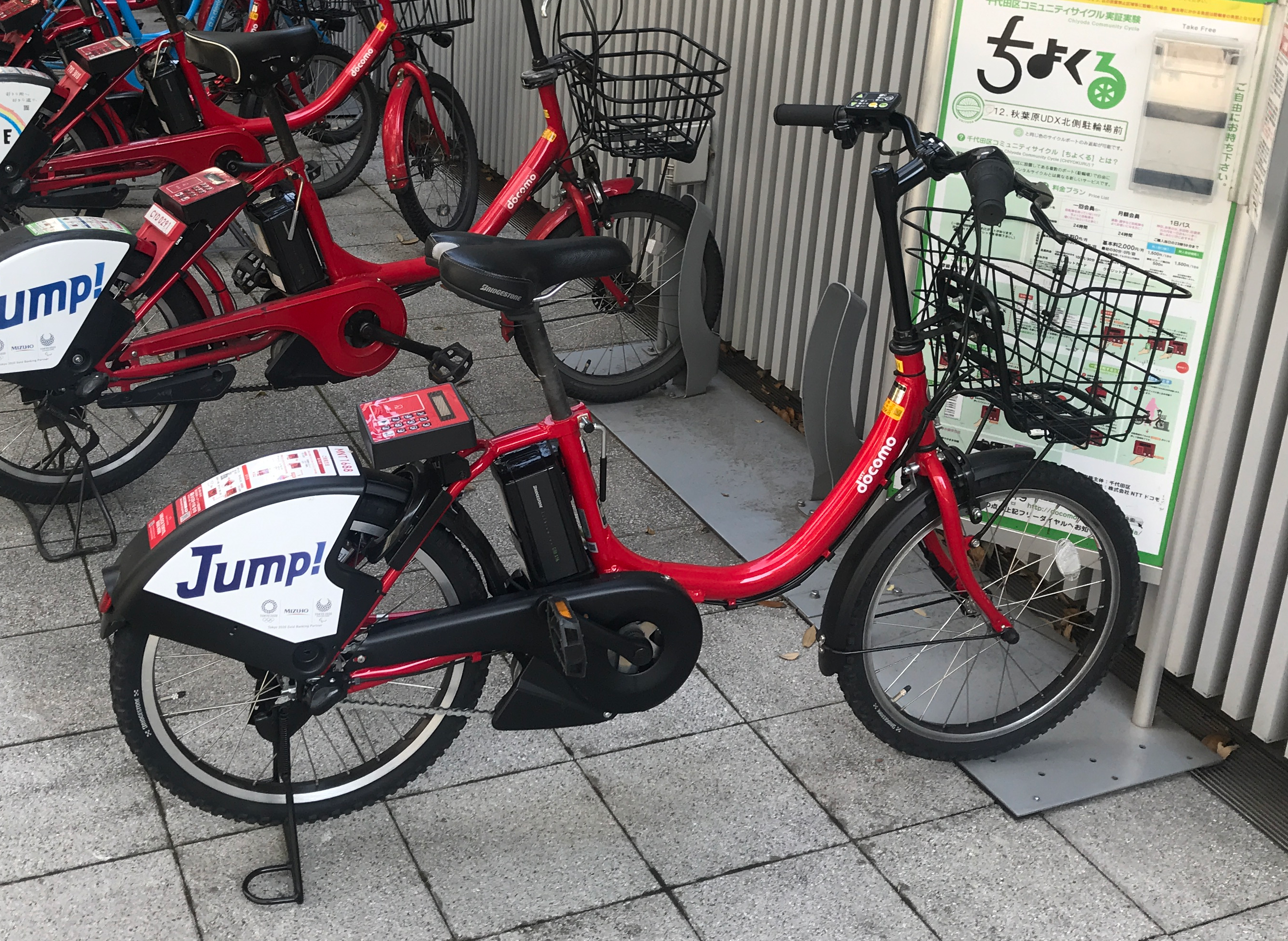
ちよくる（東京都千代田区）

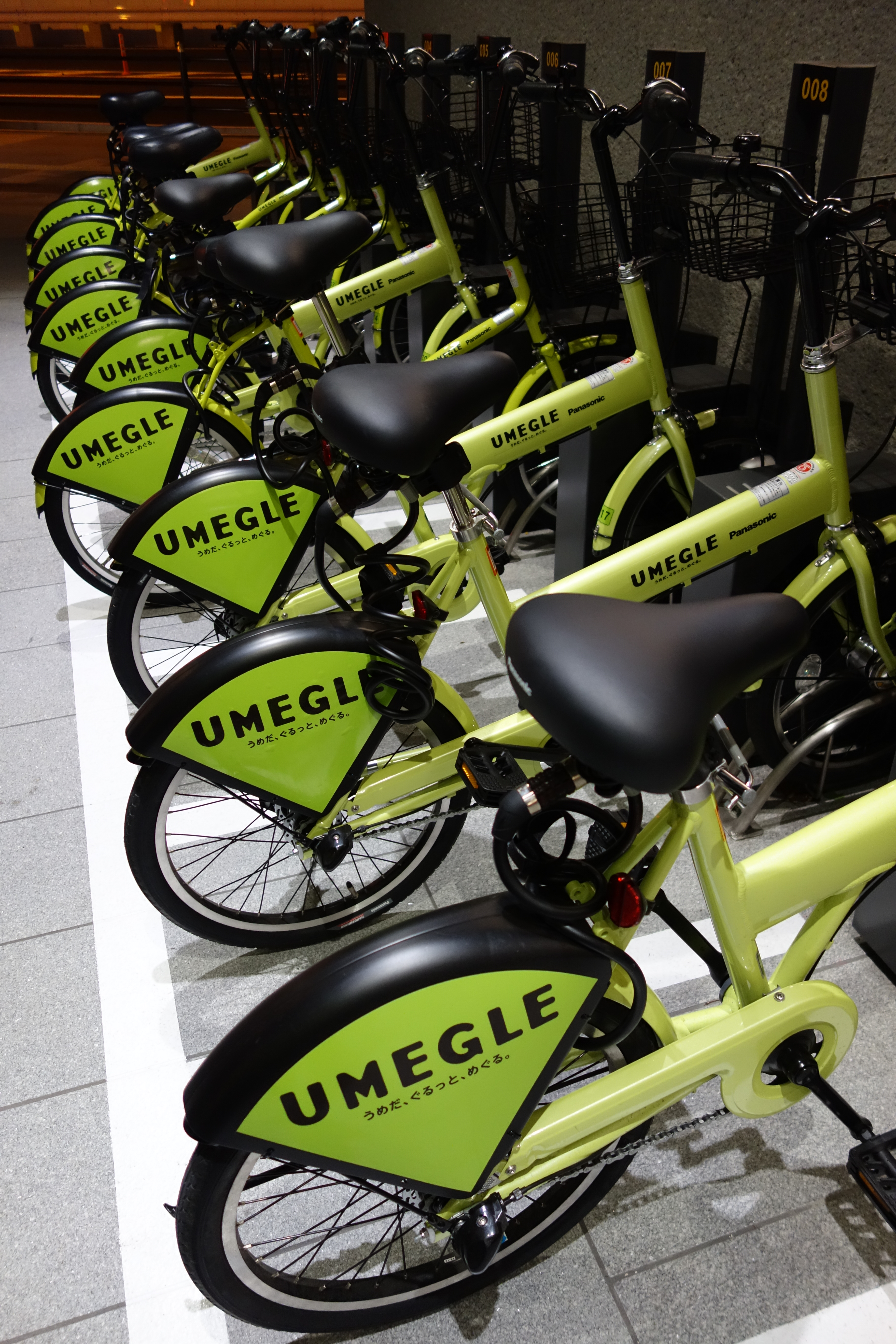
UMEGLE-CHARI（大阪市北区）

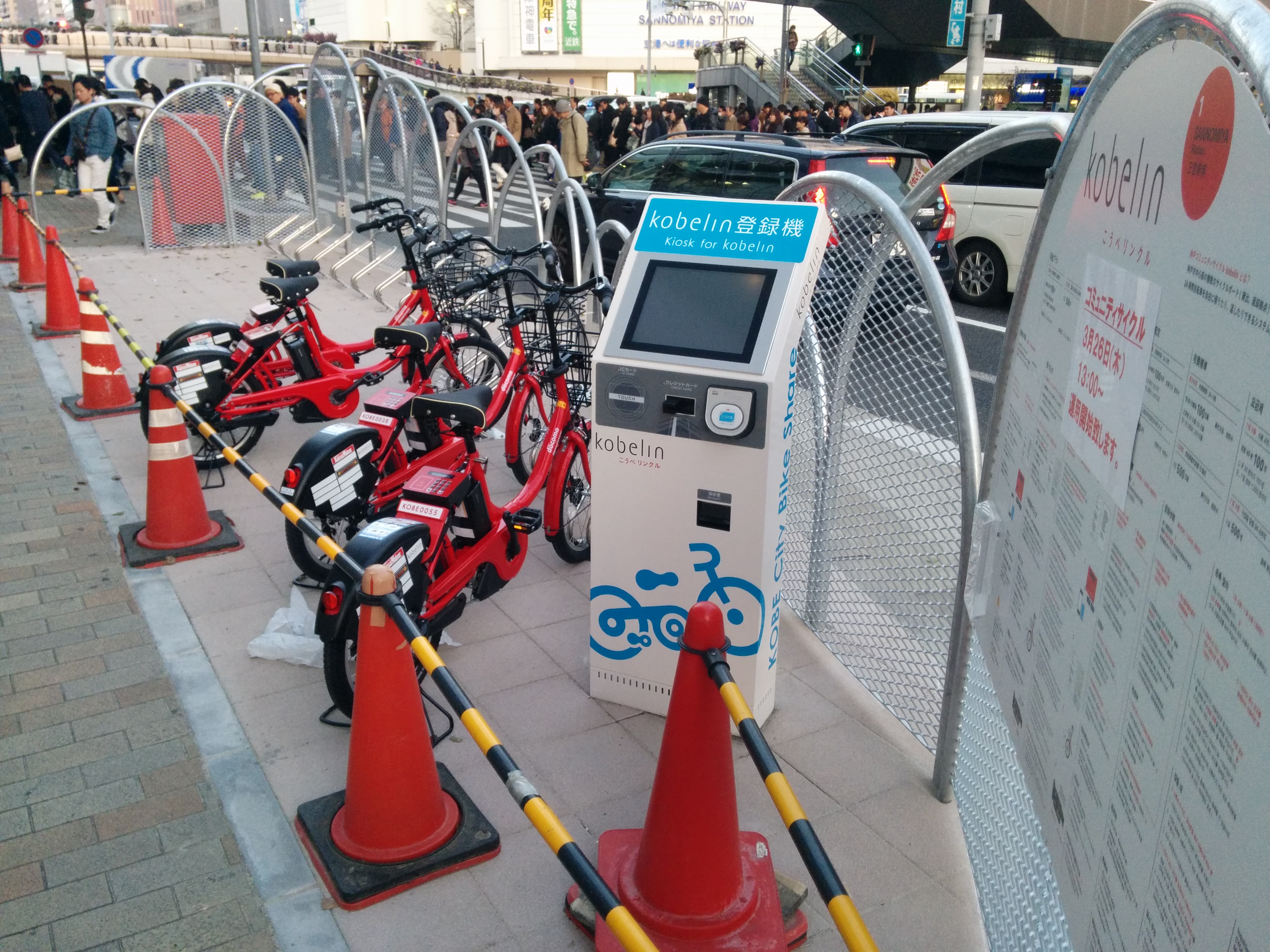
kobelin（兵庫県神戸市）

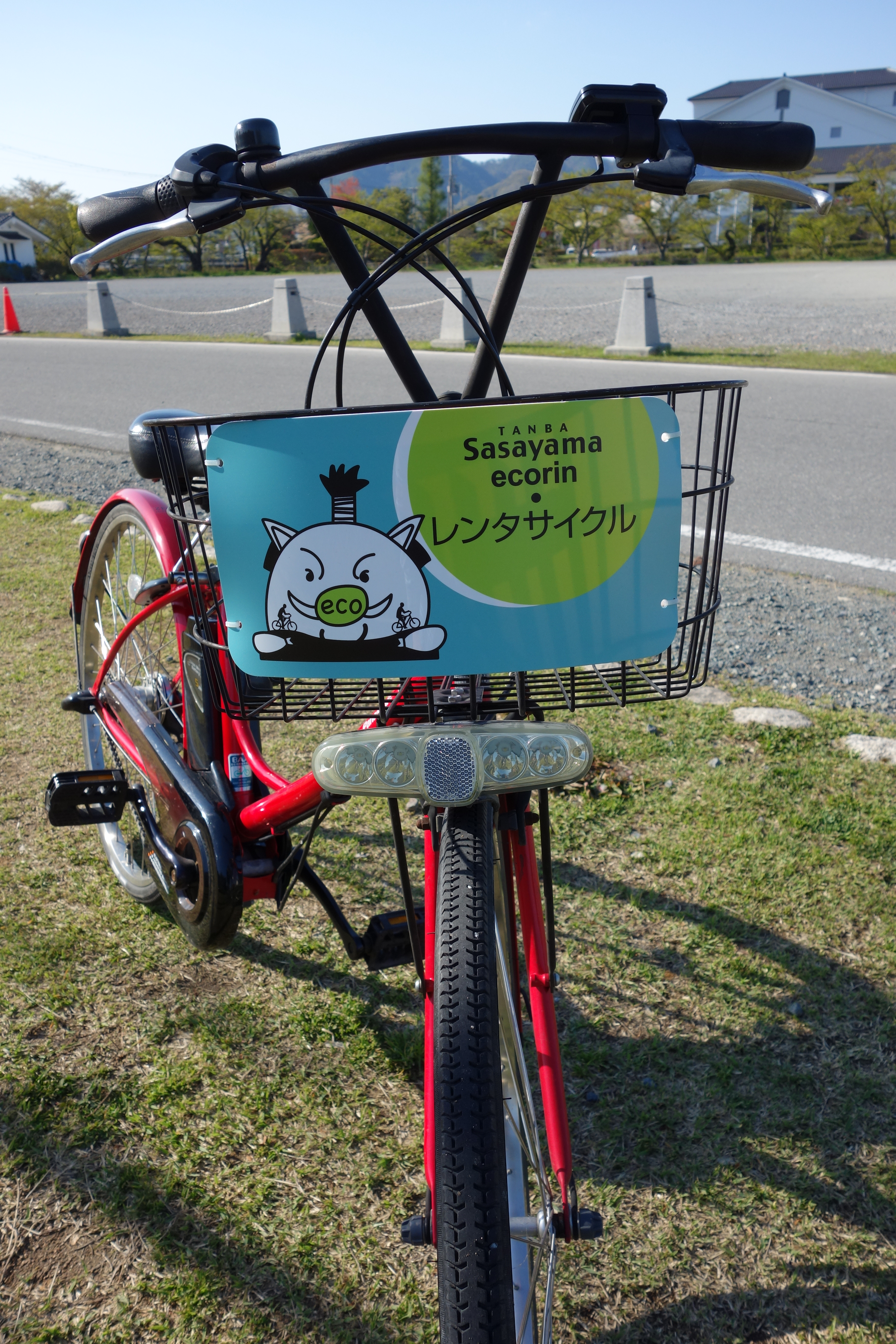
えこりん（兵庫県丹波篠山市）

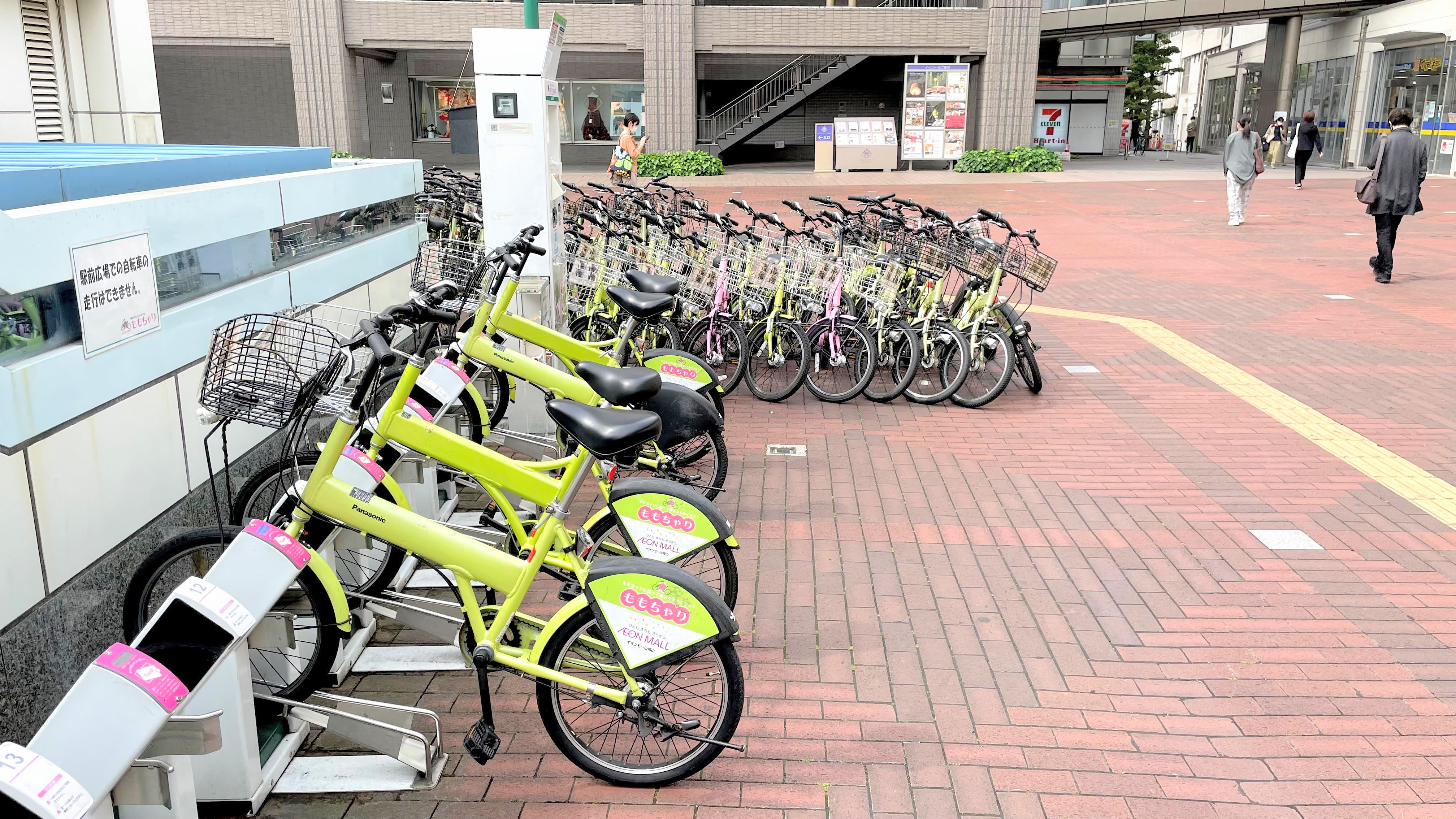
ももちゃり（岡山県岡山市北区）

#### レンタル
- レンタサイクル「マエチャリ」（前橋市）
- 『幕張新都心コミュニティサイクル事業』社会実験（千葉市美浜区）
- 小湊沿線レンタサイクル（市原市）
- 力車（松本市）
- 京都ecoトリップ（京都市）
- デリバリーレンタサイクル「京都ちりんちりん」（京都市）
- レンタサイクルえむじか（京都市）
- 伊根e-BIKEレンタル（京都府伊根町）
- 五環生活 びわ湖一周レンタサイクル（彦根市）
- えこりん（丹波篠山市）
- 明日香レンタサイクル（明日香村）
- 堺観光レンタサイクルのサイクルライフ「さ・か・い」 (堺市)
- レンタサイクル駅リンくん（姫路市）
- レンタサイクル熊本（熊本市）
- 若狭高浜観光協会　旅館で借りるサイクルシェア　旅館に自転車が配置されており、旅館で２４時間借りられるサイクルシェア。bLinkアプリを使って借りる。

#### シェアリング
- ecobike（APAMANグループ）
  - MOMORINシェアサイクル (福島県福島市)
  - まえばしシェアサイクルcogbe (群馬県前橋市)
  - theGreen Cycle(千葉県印西市)
  - ecobike (東京都台東区、港区、町田市、神奈川県大和市)
- ドコモ・バイクシェア
  - 東京・自転車シェアリング（自転車シェアリング広域実験） - 下記の10区では「自転車シェアリング広域実験」に参加しているため、相互利用可能である。
    - 千代田区コミュニティサイクル ちよくる (東京都千代田区)
    - 中央区コミュニティサイクル (東京都中央区)
    - 港区自転車シェアリング (東京都港区)
    - 新宿区自転車シェアリング（東京都新宿区）
    - 文京区自転車シェアリング（東京都文京区）
    - 江東区臨海部コミュニティサイクル (東京都江東区)
    - 品川区シェアサイクル（東京都品川区）
    - 大田区コミュニティサイクル（東京都大田区）
    - 渋谷区コミュニティサイクル（東京都渋谷区）
    - 目黒区自転車シェアリング（東京都目黒区）

  - ポロクル（ポロクル、北海道札幌市） - 冬季休止
  - 東北自転車旅（東北地方） - 冬季休止　2019年3月サービス終了
  - DATE BIKE（宮城県仙台市）
  - 奥日光サイクルシェア（栃木県日光市）
  - ドコモ・バイクシェア・メンバーズ（栃木県日光市鬼怒川温泉・東京都世田谷区 らくりん館千歳船橋店） - 鬼怒川温泉地域は2019年3月7日に終了
  - 渋谷区シェアサイクル（東京都渋谷区）
  - 練馬区シェアサイクル（東京都練馬区）
  - baybike（神奈川県横浜市）
  - カリテコバイク（愛知県名古屋市名駅・栄エリア）
  - 奈良バイクシェア（奈良県奈良市）
  - 大阪バイクシェア（大阪府大阪市）
  - kobelin(兵庫県神戸市)
  - 広島ぴーすくる（広島県広島市）
  - 沖縄バイクシェア（沖縄県那覇市）
- HELLO CYCLING（OpenStreet）
  - らくーる（栃木県小山市）
  - Bell Sharing（埼玉県さいたま市）
  - エコモビ（埼玉県さいたま市美園地区）
  - ダイチャリ（東京都・神奈川県・埼玉県など）
  - シェアペダル（東京都中野区・台東区・新宿区・渋谷区・中央区など、東京都内広域）
  - のりすけ さくらシェアサイクル（東京都府中市）
  - CLOVER（大阪府・兵庫県）
- LUUP（東京、大阪、京都、横浜、神戸、宇都宮、名古屋、広島、仙台、福岡）
- ペダル
  - 川越市自転車シェアリング（埼玉県川越市）
  - ミミちゃん号 西松屋チェーン 姫ちゃり（兵庫県姫路市）
  - システム提供（中央復建コンサルタンツ・日本海コンサルタント）
    - まちのり（石川県金沢市）
    - さいたま市コミュニティサイクル（さいたま市）
    - Suicle（東京都武蔵野市武蔵境駅・小金井市東小金井駅周辺）
    - ももちゃり（岡山県岡山市）
- PiPPA（オーシャンブルースマート）
  - PiPPA（オーシャンブルースマート）（東京都板橋区・豊島区・北区・中野区）
  - PiPPA KYOTO（大和ハウスパーキング・オーシャンブルースマート・京阪電気鉄道）（京都府京都市）
  - 宮交PiPPA（宮崎交通・オーシャンブルースマート）（宮崎県宮崎市）
- ofo（中国語版）（OFO JAPAN）
  - ofo（まちづくり大津）（滋賀県大津市） - ofoの日本撤退に伴い、サービス終了
  - ofo（ユタカ交通）（和歌山県和歌山市） -  ofoの日本撤退に伴い、伴いサービス終了
- 独自運営
  - モバイク（モバイクジャパン）（北海道札幌市・神奈川県大磯町・福岡県福岡市） - モバイクの日本撤退に伴い、サービス終了。
  - アヴィレ（シクロシティ）（富山県富山市） - JCDecauxのCyclocity（フランス語版）を採用。登録制である。
  - にいがたレンタサイクル（にいがたレンタサイクル研究会）（新潟市）
  - まつやま観光レンタサイクル（松山市）
  - ぎふ・まちなかレンタサイクル（岐阜市にぎわいまち公社）（岐阜市）
  - 高崎まちなかコミュニティサイクル（高崎まちなかコミュニティサイクル推進協議会）（群馬県高崎市）
  - シェアサイクルCOGICOGI（コギコギ）（東京都港区・渋谷区・墨田区・台東区・神奈川県藤沢市・鎌倉市・京都府下京区・福岡県福岡市中央区・博多区）
  - がやリン（東京都世田谷区）
  - eサイクル（東京都江戸川区）
  - 台東区レンタサイクル（東京都台東区）
  - あだちゃり（東京都足立区）
  - ねりまタウンサイクル（練馬区環境まちづくり公社）（東京都練馬区）
  - メルチャリ（ソウゾウ）（東京都立川市・福岡県福岡市）
  - たっけー☆☆サイクル（東京都福生市）
  - UMEGLE-CHARI（アーキエムズ）（大阪市北区）
  - 城まちeco観光レンタサイクル（和歌山市）
  - シティバイク（I-DO）（福岡県北九州市小倉北区・八幡東区） - 「シティバイク+ofo」だった時期もあったが、ofoの日本撤退に伴い独自運営に戻った。
- 若狭高浜観光協会　旅館で借りるサイクルシェア　旅館に自転車が配置されており、旅館で２４時間借りられるサイクルシェア。bLinkアプリを使って借りる。
- bLink小規模サイクルシェア用プラットフォーム オートロックを自転車に取り付け、小規模に始める事の出来るサイクルシェアのプラットフォーム。地方の観光協会が行うサイクルシェアなどに使われている。

### 日本国外
ヨーロッパ
- フランス
  - Vélib' (ヴェリブ) （パリ）
  - vélo'v （ヴェロヴ） （リヨン）

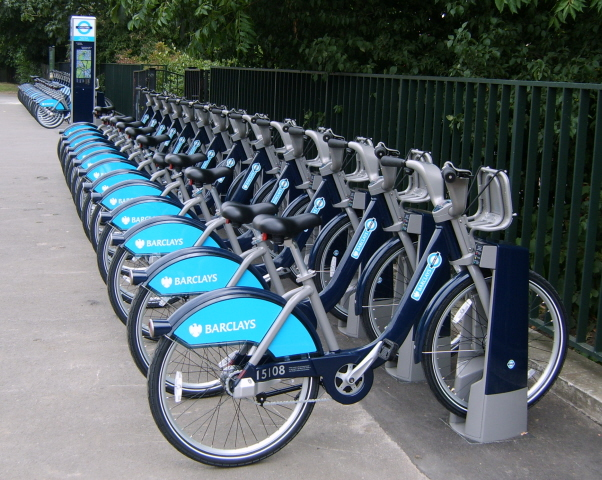
Barclays Cycle Hire（イギリス・ロンドン）

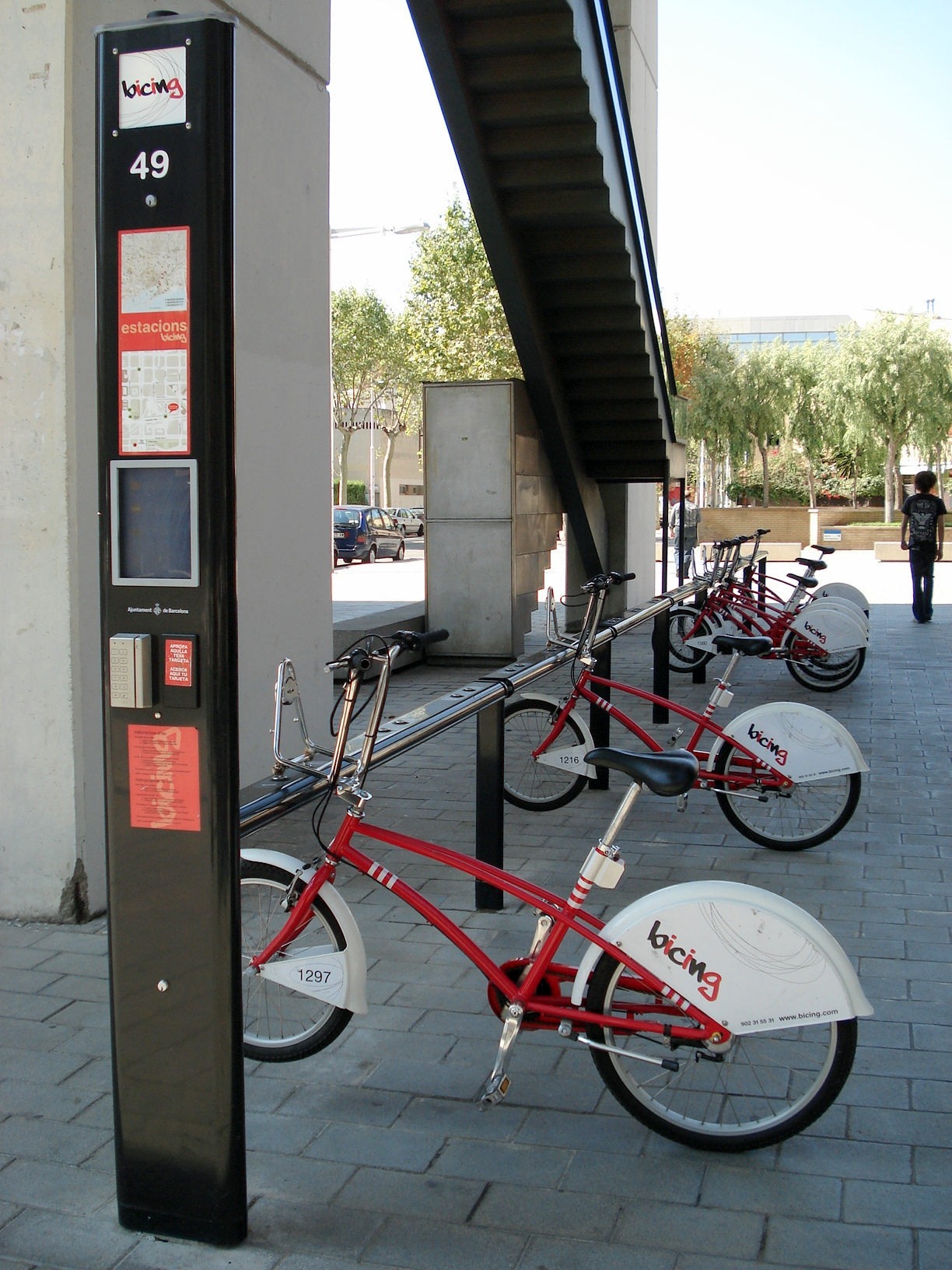
bicing（スペイン・バルセロナ）

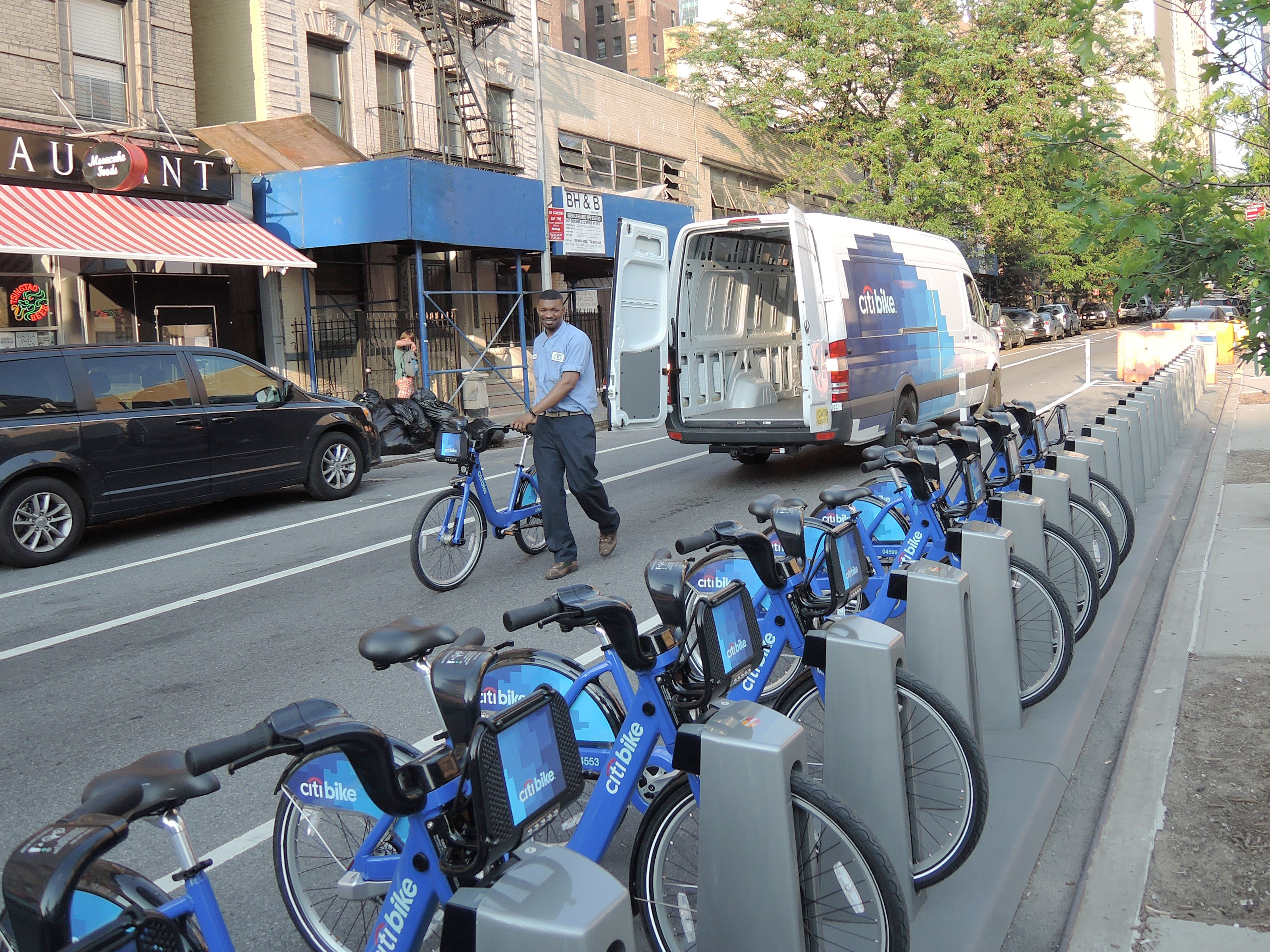
Citi Bike（アメリカ・ニューヨーク）

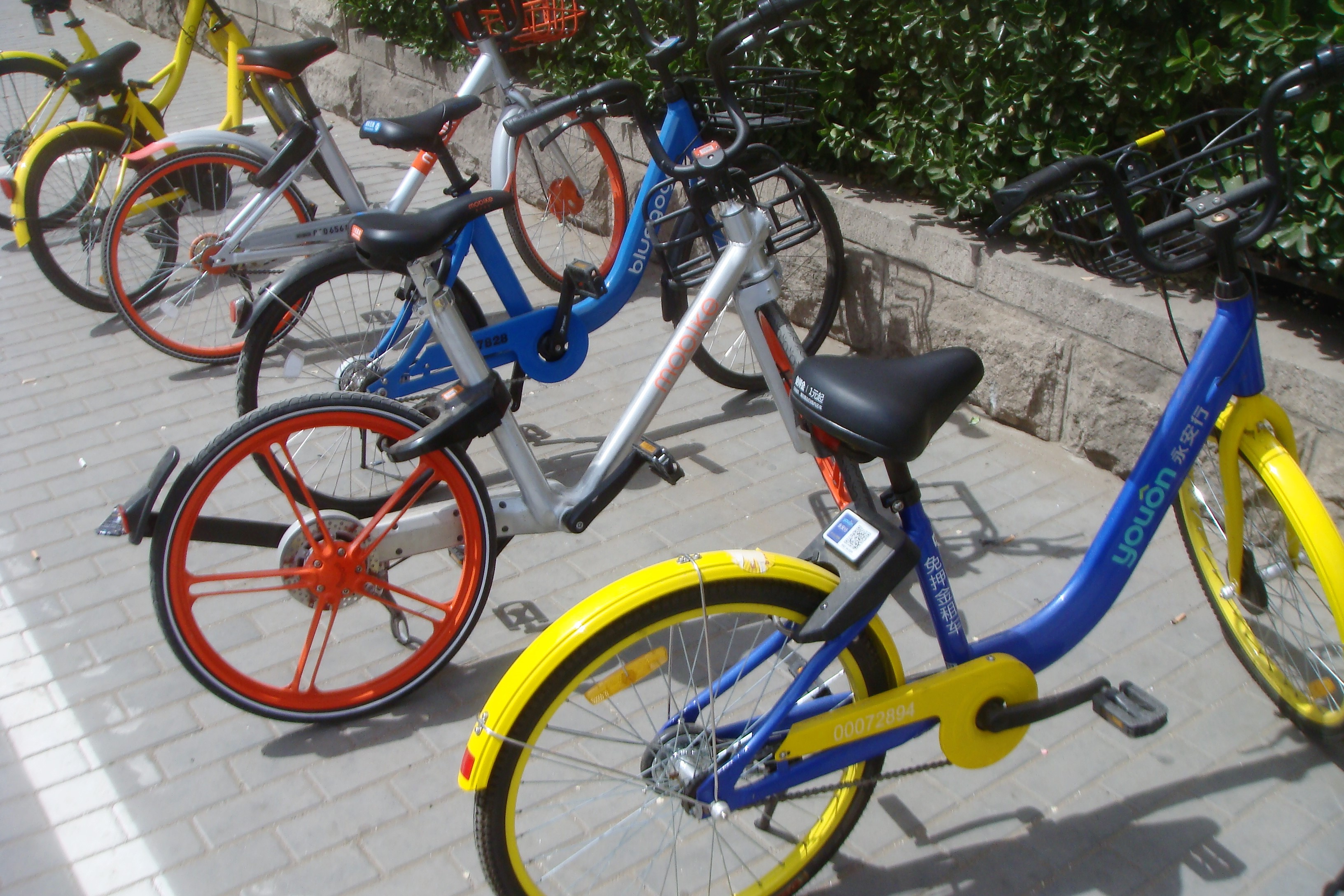
中国の各社のレンタルサイクル（中国・北京市）

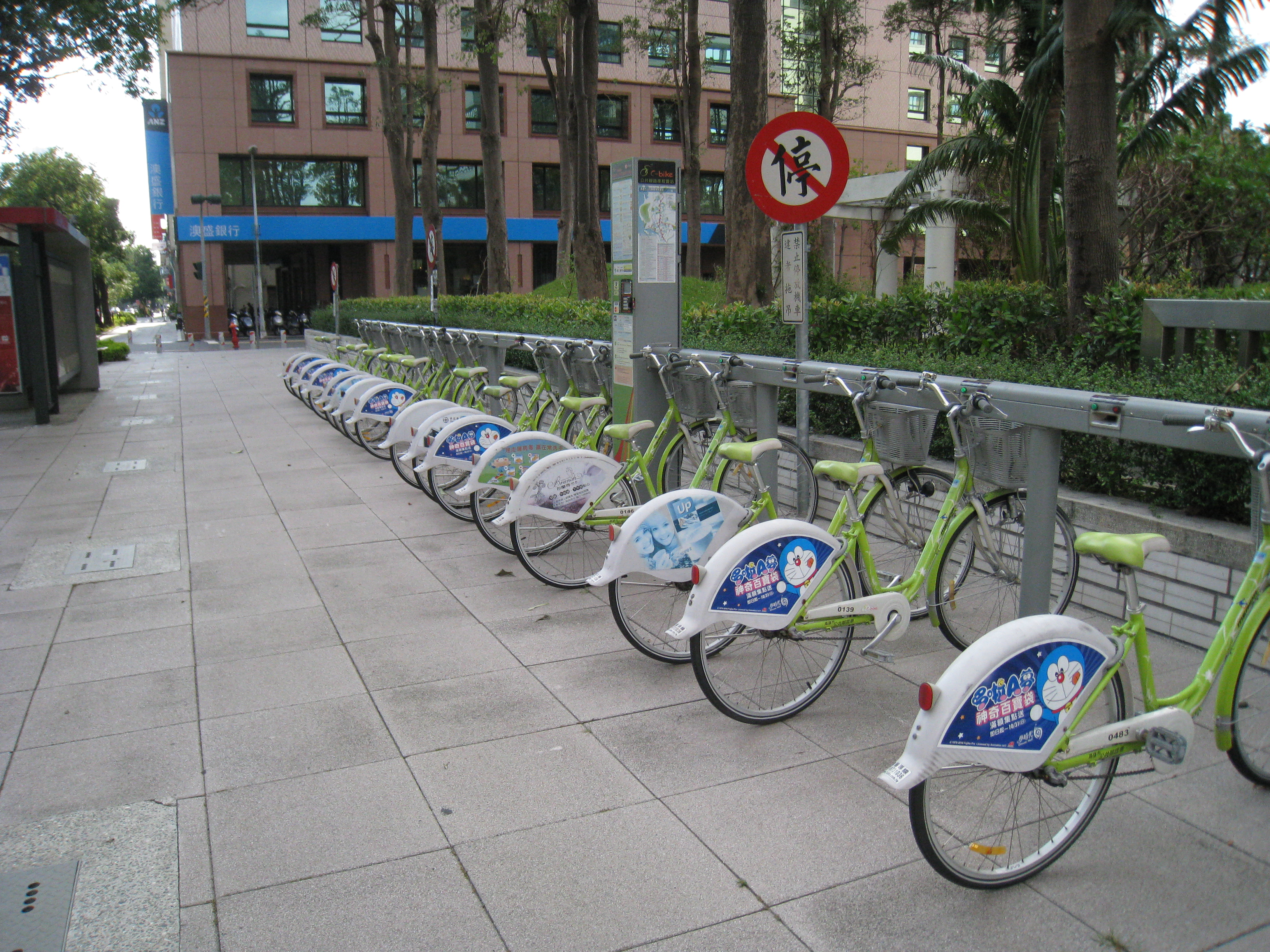
CityBike（台湾・高雄市）2020年6月30日終了

  - Vélhop（ヴェロップ）（ストラスブール）
- イギリス
  - Santander Cycles（旧称バークレイズサイクルハイヤー） （ロンドン）
- スペイン
  - bicing （ビシング） (en）（バルセロナ）
- スウェーデン
  - Stockholm City Bike （ストックホルムシティバイク）（ストックホルム）

北米
- アメリカ
  - Capital Bikeshare (en) （ワシントンD.C.）- 市内315か所2,500台設置。
  - Citi Bike (en) （ニューヨーク）- 市内332か所6000台設置。24時間9.95ドルまたは7日間25ドルで毎回30分無料。
  - Divvy (en) （シカゴ）- 市内400か所4,000台設置。年75ドルで毎回30分無料。
  - Hubway (en) （ボストン）- 市内140か所1,300台設置。
  - Bay Area Bike Share (en) （サンフランシスコ・ベイエリア）- 地域内70か所700台設置。
  - Pronto (en) （シアトル）- 市内50か所500台設置。
  - B-cycle (en) アメリカ国内30都市で展開。
  - biki（ホノルル）
- カナダ
  - VeloGo（オタワ）
  - Bixi Montreal (en)（モントリオール）- 市内460か所5,200台設置。
  - Bike Share Toronto (en)（トロント）

アジア
- 中国
  - 公共自転車（北京市）
  - forever （フォーエバー）（上海市）
  - 公共自行车（杭州市）
  - 小黄車（ofo）
  - 摩拜単車（Mobike）
  - 小鳴単車（Xiaoming Danche）
- 台湾（中華民国）
  - Youbike（ユーバイク） （台北市、新北市、桃園市、新竹市、新竹県、苗栗県、台中市、嘉義市、台南市、高雄市、屏東県）- 利用登録に悠遊カードまたは一カー通と携帯電話が必要だが、クレジットカードによる単発利用も可。
  - MOOVO(彰化県)
  - K Bike (金門県)
- 韓国
  - Seoul Bike（ソウル市）- 利用するには会員登録したTマネーが必要だが、クレジットカードによる単発利用も可。
- タイ
  - PUN-PUN （プンプン）（バンコク）